# Laktoowowegetarianizm

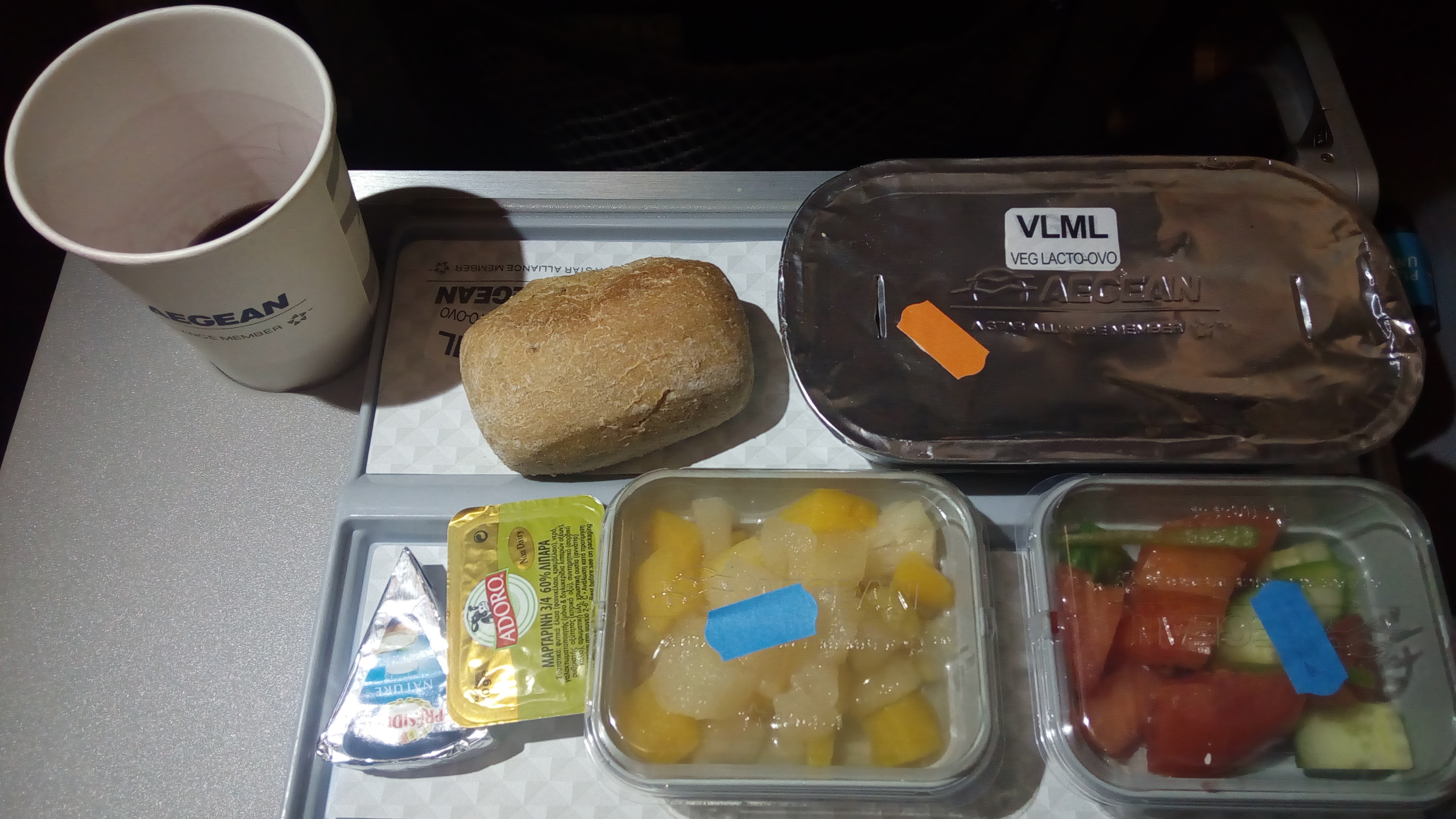
Laktoowowegetariański posiłek w samolocie

Laktoowowegetarianizm lub owolaktarianizm (łac. lactus ‘mleko’, ovo ‘jajo’) – odmiana wegetarianizmu przyzwalająca na spożycie jaj oraz mleka i jego przetworów, a także miodu. Laktoowowegetarianie nie spożywają mięsa, ryb oraz produktów pochodzących z uboju, takich jak: podpuszczka (składnik serów) czy żelatyna (składnik galaretek).